# 普卢瓦亚尔和沃尔塞讷
普卢瓦亚尔和沃尔塞讷（法語：Ployart-et-Vaurseine）是法国皮卡第大区埃纳省的一个市镇，属于拉昂区南拉昂县。该市镇2009年时的人口为21人。

## 人口
普卢瓦亚尔和沃尔塞讷人口变化图示
| 数据来源：INSEE |